# Polycelis roseimaculatus
Polycelis roseimaculatus is een platworm (Platyhelminthes). De worm is tweeslachtig. De soort leeft in het zoute water.
De platworm werd als Polycelis roseimaculatus in de familie Planariidae geplaatst. Sommige auteurs betwijfelen die positie omdat de soort een zoutwatersoort is en de familie Planariidae alleen zoetwatersoorten herbergt. Kenk plaatst de soort in zijn index van 1974 in de clade Polycladida ("Polyclada"). In dat geval zou de soort niet in het geslacht Polycelis thuishoren. De wetenschappelijke naam van de soort werd voor het eerst geldig gepubliceerd in 1849 door Émile Blanchard.